# Julia Lindholm
Julia Lindholm (eigentlich Julia Lindhe) (* 25. Februar 1994 in Karlskrona) ist eine schwedische Schlagersängerin.

## Biografie
Julia Lindholm absolvierte eine Musical-Ausbildung an der Kulturama School of Performing Arts. Das Management-Team Jörn Braun und Christian Geller holte Julia Lindholm nach Deutschland, um Musikproduktionen und Markteintritt vorzubereiten. Im Jahr 2016 veröffentlichte sie ihr erstes Album Super Trouper, welches überwiegend deutsche Coverversionen von ABBA-Titeln beinhaltet. Das Album konnte sich auf Platz 39 in den deutschen Albumcharts platzieren.
Ihr zweites Album Leb den Moment von 2017 schaffte es auf Platz 100 der deutschen Albumcharts.
Seit Ende 2018 arbeitet sie mit dem Musikmanager Martin Simma, Rosenklang, zusammen und zog Ende 2018 nach Deutschland. Im Oktober 2018 nahm sie an der TV-Sendung Letzte Chance mit Florian Silbereisen teil.
Von März bis Mai 2019 trat sie bei der Tournee Das grosse Schlagerfest – die Party des Jahres, präsentiert von Florian Silbereisen, in Deutschland und Österreich zusammen mit Klubbb3, voXXclub, Matthias Reim, Michelle, Eloy de Jong, Linda Fäh und DDC-Breakdance auf.
Seit September 2023 hat Lindholm ein Engagement als Theaterschauspielerin an der Comödie Dresden. Sie spielt in der musikalischen Komödie Alter Schwede! von Christian Kühn mit.

## Diskografie
Alben
- 2016: Super Trouper
- 2017: Leb den Moment
- 2020: Boom!

Singles
- 2016: Waterloo
- 2016: S.O.S.
- 2016: Der Sieger hat die Wahl
- 2016: Super Trouper
- 2017: Leb den Moment
- 2017: Nur weil es dich gibt
- 2017: Leise rieselt der Schnee
- 2017: Sing Hallelujah – Julia Lindholm & Dr. Alban
- 2019: Boom Boom
- 2019: Rudolf, das kleine Rentier
- 2020: Ich tanze aus der Reihe
- 2023:  Mit jedem Atemzug